# Thermon Blacklidge
Thermon Talmadge Blacklidge (Moselle, 19 marzo 1920 – Jackson, 6 luglio 1972) è stato un cestista statunitense, professionista nella NBL.

## Carriera
Giocò per una stagione nella NBL, disputando 11 partite con 4,6 punti di media.